# Understrygning
Understrygning er en arbejdsproces hvor revnerne mellem teglsten tætnes på undersiden af taget.
Understrygning foretages for at undgå at regn, fygesne og tøsne kommer igennem taget og ind på loftet hvor det kan forårsage fugtskade.
Fugemassen til understrygningen kan være mørtel, PUR-skum, bitumen eller elastisk fugemateriale.
I Danmark blev PUR-skum anvendt mellem 1970 og 1990.
Dets dårlige egenskaber har ført til at det ikke længere anvendes.